# Coccophagus prinslooi
Coccophagus prinslooi är en stekelart som beskrevs av Hayat 1998. Coccophagus prinslooi ingår i släktet Coccophagus och familjen växtlussteklar. Inga underarter finns listade i Catalogue of Life.